# Recemel
Recemel (llamada oficialmente Santa María de Recemel) es una parroquia española del municipio de Somozas, en la provincia de La Coruña, Galicia.

## Entidades de población
Entidades de población que forman parte de la parroquia:
- Cabaza (A Cabaza)
- Espariza (A Espariza)
- Iglesia (A Igrexa)
- Lameira (A Lameira)
- A Paleira Nova
- A Paleira Vella
- Retorta (A Retorta)
- Rodela (A Rodela)
- Calvelas (As Calvelas)
- Seijas (As Seixas)
- Toca (A Toca)
- Veiga (A Veiga)
- Vila (A Vila)
- Coucedobaño (Couce do Baño)
- Coucevilar
- Esteve
- O Bacelar de Abaixo
- O Bacelar de Arriba
- Condado (O Condado)
- Coto (O Coto)
- Freijeiro (O Freixeiro)
- Leirón (O Leirón)
- O Pumar de Abaixo
- Casás (Os Casás)
- Souto (O Souto)
- Tafornelos (Os Tafornelos)
- Tembrás (Os Tembrás)
- Teijeiro (O Teixeiro)
- Penadeiriz (Pena de Eiriz)
- Penaedrade (Penadrade)
- Perillón de Abaixo
- Perillón de Arriba
- Porlá
- Portelo
- Portodosbois (Porto dos Bois)
- Pumariño
- San Esteban (Santo Estevo)
- San Pedro
- Santa Cristina
- Suínlle
- Vilastriz
- Viñas

## Despoblados
- Cortella (A Cortella)
- Espiga (A Espiga)
- A Fonte
- Painceiras (As Painceiras)
- Cabanela
- Moniños
- Corisco (O Corisco)
- Machucovello (O Machuco)
- Outeiro (O Outeiro)
- O Pumar de Arriba
- Vilar (O Vilar)

## Demografía
| Gráfica de evolución demográfica de Recemel entre 2000 y 2019 |
|                                                               |
| Datos según el nomenclátor publicado por el INE.              |